# La Chenille (chanson)
Pour les articles homonymes, voir La Chenille.
La Chenille est une chanson festive du groupe La Bande à Basile sortie en 1977 ainsi qu'une danse qui lui est associée.
La chanson est particulièrement diffusée dans les mariages, les fêtes de famille ou les bals, et donne l'occasion d'une danse collective qui consiste à avancer en rythme en file indienne.

## Historique
Formée à la fin des années 1970, la Bande à Basile se fait remarquer grâce à son titre Chantez français, dansez français. Révélée au grand public, l'équipe lance alors le single La Chenille, qui connaît un succès phénoménal.
L'idée d'une chenille apparaît à Raymond Jeannot, qui désire voir les chanteurs en mouvement constant sur la scène, alors qu'il rêve à l'ondulation de l'insecte.  Franck Harvel et Gérard Layani se sont inspirés des années d'animateur de colo de ce dernier pour trouver des paroles adéquates à la musique.

## Accueil
La Chenille rencontre le succès dès sa sortie, avec deux millions d'exemplaires vendus en France. Elle devient l'un des deux plus grands succès de Gérard Layani, avec Requiem pour un fou composée pour Johnny Hallyday.

## Renouveau
En 2022 en marge du festival Art Rock, le collectif "La chenille qui rédémarre" lance une tentative de record du monde de chenille qui totalisera 1 338 participants. À la suite de cette tentative et du fort impact dans les médias l'animateur Vincent Piguet, dit « la Pig », ouvre la Chenille School Academy à Paris et écrit La Cheu-cheu synchro, une réadaptation de la chanson. Il tient l'idée d'un de ses sketchs de 2004 intitulé Le Chenilliste.
Le 12 juin 2023 durant l'Armada de Rouen, Vincent Piguet participe au record de la plus grande chenille, en compagnie de 3400 participants. Le 2 septembre 2023, il bat ce record à Lille, avec 4600 participants, et fait connaître son tube La Cheu-cheu synchro. La chanson rencontre le succès grâce à l'émission La France a un incroyable talent en octobre 2023, puis se propage sur les réseaux sociaux comme TikTok.